# Algebra di operatori di vertice
In matematica, un algebra di operatori di vertice (VOA, dall'inglese "Vertex Operator Algebra") è una struttura algebrica che gioca un importante ruolo nella teoria dei campi conforme bidimensionale e la teoria delle stringhe. Oltre alle applicazioni fisiche, le algebre di operatori di vertice si sono dimostrate utili in contesti puramente matematici come la monstrous moonshine e la corrispondenza geometrica di Langlands.
Il relativo termine algebra di vertice fu introdotto da Richard Borcherds nel 1986, motivato da una costruzione di un'algebra di Lie di dimensione infinita ideata da Igor Frenkel. Nel corso della sua costruzione, si usa uno spazio di Fock che ammette un'azione di operatori di vertice attaccati ad elementi di un reticolo. Borcherds definì l'algebra di vertice assiomatizzando la relazione tra operatori di vertice di reticolo, producendo una struttura algebrica che permette di costruire nuove algebre di Lie seguendo il metodo di Frenkel.
La nozione di algebra di operatori di vertice è stata introdotta come una modifica della nozione di algebra di vertice, da Frenkel, James Lepowsky e Arne Meurman nel 1988, come parte del loro progetto per costruire il modulo moonshine. Hanno osservato che molte algebre di vertice che appaiono "in natura" portano un'azione dell'algebra di Virasoro e soddisfano una proprietà limitata inferiormente rispetto a un operatore energetico. Motivati da questa osservazione, aggiunsero come assiomi l'azione di Virasoro e la proprietà limitata inferiormente.
Ora disponiamo di una motivazione post-hoc per queste nozioni della fisica, insieme a diverse interpretazioni degli assiomi che inizialmente non erano note. Fisicamente, gli operatori di vertice derivanti da inserimenti di campi olomorfi in punti nella teoria dei campi conformi bidimensionali ammettono sviluppo di un prodotto di operatori (OPE) quando gli inserimenti collidono, e questi soddisfano esattamente le relazioni specificate nella definizione di algebra di operatori di vertice. In effetti, gli assiomi di un'algebra dell'operatore di vertice sono un'interpretazione algebrica formale di ciò che i fisici chiamano algebre chirali (da non confondere con la nozione più precisa con lo stesso nome in matematica) o "algebre di simmetrie chirali", dove queste simmetrie descrivono l'identità di Ward soddisfatta da una data teoria di campo conforme, inclusa l'invarianza conforme. Altre formulazioni degli assiomi dell'algebra dei vertici includono il lavoro successivo di Borcherds sugli anelli commutativi singolari, algebre su determinate operadi sulle curve introdotte da Huang, Kriz e altri, oggetti teorici sul D-modulo chiamati algebre chirali introdotte da Aleksandr Bejlinson e Vladimir Drinfeld e algebre di fattorizzazione, anch'esse introdotte da Bejlinson e Drinfeld.
Importanti esempi di base di algebre di operatori di vertice includono i VOA reticolari (che modellano le teorie di campo conformi al reticolo), VOA dati da rappresentazioni di algebre di Kac-Moody affini (dal modello WZW), i VOA Virasoro, che sono VOA corrispondenti alle rappresentazioni dell'algebra di Virasoro, e il modulo moonshine {\displaystyle V^{\natural }}, che si distingue per la sua simmetria mostro. Esempi più sofisticati come le W-algebre affini e il complesso chirale di Rham su una varietà complessa sorgono nella teoria delle rappresentazioni geometriche e nella fisica matematica.

## Definizione formale

### Algebra di vertice
Un algebra di vertice è una collezione di dati che soddisfano certi assiomi. I dati sono i seguenti:
- uno spazio vettoriale {\displaystyle V}, chiamato spazio di stati. Come campo sottostante viene tipicamente preso quello dei numeri complessi, anche se la formulazione originale di Borcherds permetteva di scegliere qualsiasi anello commutativo.
- un elemento identità {\displaystyle 1\in V}, qualche volta scritto come {\displaystyle |0\rangle } o {\displaystyle \Omega } per indicare uno stato vuoto.
- un endomorfismo {\displaystyle T:V\rightarrow V}, chiamato "traslazione" (la formulazione originale di Borcherds includeva un sistema di potenze divise di {\displaystyle T}, perché non aveva posto come supposizione che l'anello fosse divisibile.)
- una mappa di moltiplicazione lineare {\displaystyle Y:V\otimes V\rightarrow V((z))}, dove {\displaystyle V((z))} è lo spazio di tutte le serie di Laurent formali con coefficienti in {\displaystyle V}. Questa struttura può essere rappresentata in diversi modi:

1. come una collezione infinita di prodotti bilineari {\displaystyle \cdot _{n}:u\otimes v\mapsto u_{n}v} dove {\displaystyle n\in \mathbb {Z} } e {\displaystyle u_{n}\in \operatorname {End} (V)}, cosicché per ogni {\displaystyle v}, esiste un {\displaystyle N} tale che {\displaystyle u_{n}v=0} per {\displaystyle n<N}.
2. come una mappa con moltiplicazione a sinistra {\displaystyle V\rightarrow \operatorname {End} (V)[[z^{\pm 1}]]}. Questa è una mappa "da stato a campo" della cosiddetta corrispondenza stato-campo. Per ogni {\displaystyle u\in V}, la distribuzione formale valutata dall'endomorfismo {\displaystyle Y(u,z)} è chiamata operatore di vertice o campo, ed il coefficiente di {\displaystyle z^{-n-1}} è l'operatore {\displaystyle u_{n}}. Nel contesto delle algebre di vertice, un campo è più precisamente un elemento di {\displaystyle \operatorname {End} (V)[[z^{\pm 1}]]}, che può essere scritto come {\displaystyle A(z)=\sum _{n\in \mathbb {Z} }{A_{n}z^{n}},A_{n}\in \operatorname {End} (V)} tale che per ogni {\displaystyle v\in V,A_{n}v=0} per {\displaystyle n} sufficientemente piccoli (che potrebbe dipendere da {\displaystyle v}). La notazione standard per la moltiplicazione è{\displaystyle u\otimes v\mapsto Y(u,z)v=\sum _{n\in \mathbb {Z} }{u_{n}vz^{-n-1}}.}

Questi dati devono soddisfare i seguenti assiomi:
- Identità. Per ogni {\displaystyle u\in V,Y(1,z)u=u} e {\displaystyle Y(u,z)1\in u+zV[[z]]}.[1]
- Traslazione. {\displaystyle T(1)=0}, e per ogni {\displaystyle u,v\in V},{\displaystyle [T,Y(u,z)]v=TY(u,z)v-Y(u,z)Tv={\frac {d}{dz}}Y(u,z)v}
- Località (identità di Jacobi, o identità di Borcherds). Per ogni {\displaystyle u,v\in V}, esiste un intero positivo {\displaystyle N} tale che:{\displaystyle (z-x)^{N}Y(u,z)Y(v,x)=(z-x)^{N}Y(v,x)Y(u,z).}

L'assioma di località ha diverse formulazioni equivalenti. Frenkel–Lepowsky–Meurman hanno introdotto l'identità di Jacobi:
{\displaystyle \forall u,v,w\in V:\qquad z^{-1}\delta \left({\frac {y-x}{z}}\right)Y(u,x)Y(v,y)w-z^{-1}\delta \left({\frac {-y+x}{z}}\right)Y(v,y)Y(u,x)w=y^{-1}\delta \left({\frac {x+z}{y}}\right)Y(Y(u,z)v,y)w,}dove si definisce la serie formale delta come:
{\displaystyle \delta \left({\frac {y-x}{z}}\right):=\sum _{s\geq 0,r\in \mathbf {Z} }{\binom {r}{s}}(-1)^{s}y^{r-s}x^{s}z^{-r}.}
Inizialmente, Borcherds usò le due seguenti identità: per ogni vettore {\displaystyle u}, {\displaystyle v} e {\displaystyle w} e per interi {\displaystyle m} ed {\displaystyle n} si ha
{\displaystyle (u_{m}(v))_{n}(w)=\sum _{i\geq 0}(-1)^{i}{\binom {m}{i}}\left(u_{m-i}(v_{n+i}(w))-(-1)^{m}v_{m+n-i}(u_{i}(w))\right)}e
{\displaystyle u_{m}v=\sum _{i\geq 0}(-1)^{m+i+1}{\frac {T^{i}}{i!}}v_{m+i}u.}
Diede successivamente una versione più espansiva ma più facile da utilizzare: per ogni vettore {\displaystyle u}, {\displaystyle v} e {\displaystyle w} e per interi {\displaystyle m} ed {\displaystyle n} si ha
{\displaystyle \sum _{i\in \mathbf {Z} }{\binom {m}{i}}\left(u_{q+i}(v)\right)_{m+n-i}(w)=\sum _{i\in \mathbf {Z} }(-1)^{i}{\binom {q}{i}}\left(u_{m+q-i}\left(v_{n+i}(w)\right)-(-1)^{q}v_{n+q-i}\left(u_{m+i}(w)\right)\right).}Esiste infine una funzione formale che esprime la località: per ogni {\displaystyle u,v,w\in V}, esiste un elemento
{\displaystyle X(u,v,w;z,x)\in V[[z,x]]\left[z^{-1},x^{-1},(z-x)^{-1}\right]}
tale che {\displaystyle Y(u,z)Y(v,x)w} e {\displaystyle Y(v,x)Y(u,z)w} sono le corrispondenti espansioni di {\displaystyle X(u,v,w;z,x)} in {\displaystyle V((z))((x))} e {\displaystyle V((x))V((z))}.

### Algebra di operatori di vertice
Un'algebra di operatori di vertice è un'algebra di vertice equipaggiata con un elemento conforme {\displaystyle \omega \in V}, tale che l'operatore di vertice {\displaystyle Y(\omega ,z)} è il campo di Virasoro di peso due {\displaystyle L(z)}:
{\displaystyle Y(\omega ,z)=\sum _{n\in \mathbf {Z} }\omega _{n}{z^{-n-1}}=L(z)=\sum _{n\in \mathbf {Z} }L_{n}z^{-n-2}}
e soddisfa le seguenti proprietà:
- {\displaystyle [L_{m},L_{n}]=(m-n)L_{m+n}+{\frac {1}{12}}\delta _{m+n,0}(m^{3}-m)c\,\mathrm {Id} _{V}}, dove {\displaystyle c} è una costante chiamata carica centrale o rango di {\displaystyle V}. In particolare, i coefficienti di questo operatore di vertice danno a {\displaystyle V} con un'azione dell'algebra di Virasoro con la carica centrale {\displaystyle c}.
- {\displaystyle L_{0}} agisce semisemplicemente su {\displaystyle V} con autovalori interi che sono limitati inferiormente.
- Sotto la graduazione data dagli autovalori di {\displaystyle L_{0}}, la moltiplicazione su {\displaystyle V} è omogenea nel senso che se {\displaystyle u} e {\displaystyle v} sono omogenei, allora {\displaystyle u_{n}v} è omogeneo di grado

{\displaystyle \operatorname {deg} (u)+\operatorname {deg} (v)-n-1.}
- L'identità {\displaystyle 1} ha grado 0, e l'elemento conforme {\displaystyle \omega } ha grado 2.
- {\displaystyle L_{-1}=T.}

Un omomorfismo delle algebre di vertice è una mappa degli spazi vettoriali sottostanti che rispetta la struttura aggiuntiva di identità, traslazione e moltiplicazione. Gli omomorfismi delle algebre di operatori di vertice hanno forme "deboli" e "forti", a seconda che rispettino o meno vettori conformi.

## Algebre di vertice commutative
Un'algebra di vertice {\displaystyle V} è commutativa se tutti gli operatori di vertice {\displaystyle Y(u,z)} commutano tra di loro. Questo è equivalente alla proprietà che tutti i prodotti {\displaystyle Y(u,z)v} si trovano in {\displaystyle V[[z]]}, o che {\displaystyle Y(u,z)\in \operatorname {End} [[z]]}. Quindi, una definizione alternativa di algebra di vertice commutativa è una in cui tutti gli operatori di vertice {\displaystyle Y(u,z)} sono regolari per {\displaystyle z=0}.
Data un'algebra di vertice commutativa, il termine costante della moltiplicazione dà allo spazio vettoriale una struttura ad anello commutativa ed associativa, il vettore vuoto {\displaystyle 1} è un'unità e {\displaystyle T} è una derivazione. L'algebra di vertice commutativa equipaggia quindi {\displaystyle V} con la struttura di un'algebra commuttaiva unitaria con derivazione. Al contrario, ogni anello commutativo {\displaystyle V} con derivazione {\displaystyle T} ha una struttura canonica di un'algebra di vertice, dove si imposta {\displaystyle Y(u,z)v=u_{-1}vz^{0}=uv}, tale che {\displaystyle Y} si limita ad una mappa {\displaystyle Y:V\rightarrow \operatorname {End} (V)} che è la mappa di moltiplicazione {\displaystyle u\mapsto u\cdot } con {\displaystyle \cdot } il prodotto dell'algebra. Se la derivazione {\displaystyle T} svanisce, si può impostare {\displaystyle \omega =0} per ottenere un'algebra di operatori di vertice concentrato in grado zero.
Ogni algebra di vertice di dimensione finita è commutativa.
| Dimostrazione |
| --- |
| Questo segue dall'assioma di traslazione. Da {\displaystyle [T,Y(u,z)]=\partial _{z}Y(u,z)} ed espandendo l'operatore di vertice come serie di potenze si ottiene {\displaystyle \operatorname {ad} Tu_{n}=[T,u_{n}]=-nu_{n-1}.} Successivamente {\displaystyle \operatorname {ad} T^{m}u_{n}=(-1)^{m}n(n-1)\cdots (n-m+1)u_{n-m}.} Da qui, impostiamo {\displaystyle n} per essere sempre non-negativo. Per {\displaystyle m>n}, si ha {\displaystyle \operatorname {ad} T^{m}u_{n}=0}. Siccome {\displaystyle V} è di dimensione finita, lo è anche {\displaystyle \operatorname {End} (V)}, e tutti gli {\displaystyle u_{n}} sono elementi di {\displaystyle \operatorname {End} (V)}. Un numero finito di {\displaystyle u_{n}} attraversa il sottospazio vettoriale di {\displaystyle \operatorname {End} (V)} attraversato da tutti gli {\displaystyle u_{n}}. Esiste quindi un {\displaystyle M} tale che {\displaystyle \operatorname {ad} T^{M}u_{n}=0} per tutti gli {\displaystyle u_{n}}. Ma {\displaystyle \operatorname {ad} T^{M}u_{M+n}=(-1)^{m}(M+n+1)\cdots (n+1)u_{n}} ed il lato sinistro è zero, mentre il coefficiente davanti ad {\displaystyle u_{n}} è non-nullo, quindi {\displaystyle u_{n}=0}. {\displaystyle Y(u,z)} è quindi regolare.{\displaystyle \square } |

Pertanto anche i più piccoli esempi di algebre di vertice non commutative richiedono un'introduzione significativa.

## Proprietà di base
L'operatore di traslazione {\displaystyle T} in un'algebra di vertice induce simmetrie infinitesime sulla struttura del prodotto e soddisfa le seguenti proprietà:
- {\displaystyle \,Y(u,z)1=e^{zT}u}
- {\displaystyle \,Tu=u_{-2}1}, quindi {\displaystyle T} è determinato da {\displaystyle Y}.
- {\displaystyle \,Y(Tu,z)={\frac {\mathrm {d} Y(u,z)}{\mathrm {d} z}}}
- {\displaystyle \,e^{xT}Y(u,z)e^{-xT}=Y(e^{xT}u,z)=Y(u,z+x)}
- (antisimmetria) {\displaystyle Y(u,z)v=e^{zT}Y(v,-z)u}

Per un'algebra di operatori di vertice, gli altri operatori di Virasoro soddisfano proprietà simili:
- {\displaystyle \,x^{L_{0}}Y(u,z)x^{-L_{0}}=Y(x^{L_{0}}u,xz)}
- {\displaystyle \,e^{xL_{1}}Y(u,z)e^{-xL_{1}}=Y(e^{x(1-xz)L_{1}}(1-xz)^{-2L_{0}}u,z(1-xz)^{-1})}
- (quasi-conformalità) {\displaystyle [L_{m},Y(u,z)]=\sum _{k=0}^{m+1}{\binom {m+1}{k}}z^{k}Y(L_{m-k}u,z)} per tutti gli {\displaystyle m\geq -1}.
- (Associatività): Per ogni {\displaystyle u,v,w\in V}, l'elemento {\displaystyle X(u,v,w;z,x)\in V[[z,x]][z^{-1},x^{-1},(z-x)^{-1}]} dato nella definizione si espande a {\displaystyle Y(Y(u,z-x)v,x)w} in {\displaystyle V((x))((z-x))}.

La proprietà associativa del'algebra di vertice segue dal fatto che il commutatore di {\displaystyle Y(u,z)} e {\displaystyle Y(v,z)} è annientato da una potenza finita di {\displaystyle z-x}, con coefficienti in {\displaystyle \operatorname {End} (V)}.
Ricostruzione: sia {\displaystyle V} un'algebra di vertice, e sia {\displaystyle J_{a}} un insieme di vettori, con corrispondenti campi {\displaystyle J^{a}(z)\in \operatorname {End} (V)[[z^{\pm 1}]]}. Se {\displaystyle V} è attraversato da monomi nei coefficienti di peso positivo dei campi (vale a dire prodotti finiti di operatori {\displaystyle J_{n}^{a}} applicati a {\displaystyle 1}, dove {\displaystyle n} è negativo), allora si può scrivere il prodotto dell'operatore di tale monomio come prodotto normalmente ordinato di derivate di potenza divise dei campi (qui, l'ordinamento normale significa che i termini polari a sinistra vengono spostati a destra). Nello specifico,
{\displaystyle Y(J_{n_{1}+1}^{a_{1}}J_{n_{2}+1}^{a_{2}}...J_{n_{k}+1}^{a_{k}}1,z)=:{\frac {\partial ^{n_{1}}}{\partial z^{n_{1}}}}{\frac {J^{a_{1}}(z)}{n_{1}!}}{\frac {\partial ^{n_{2}}}{\partial z^{n_{2}}}}{\frac {J^{a_{2}}(z)}{n_{2}!}}\cdots {\frac {\partial ^{n_{k}}}{\partial z^{n_{k}}}}{\frac {J^{a_{k}}(z)}{n_{k}!}}:}In genere, se si ha uno spazio vettoriale {\displaystyle V} con un endomorfismo {\displaystyle T} e vettore {\displaystyle 1}, e si assegna ad un insieme di vettori {\displaystyle J^{a}} un insieme di campi {\displaystyle J^{a}(z)\in \operatorname {End} (V)[[z^{\pm 1}]]} che sono mutualmente locali, i cui coefficienti di peso positivo generano {\displaystyle V}, e che soddisfano le condizioni di traslazione e identità, allora la formula precedente descrive una struttura ad algebra di vertice.

### Sviluppo di un prodotto di operatori
Nella teoria dell'algebra di vertice, grazie all'associatività, possiamo abusare della notazione per scrivere, per {\displaystyle A,B,C\in V},
{\displaystyle Y(A,z)Y(B,w)C=\sum _{n\in \mathbb {Z} }{\frac {Y(A_{(n)}\cdot B,w)}{(z-w)^{n+1}}}C.}
Questo è lo sviluppo di un prodotto di operatori (OPE). Equivalentemente,
{\displaystyle Y(A,z)Y(B,w)=\sum _{n\geq 0}{\frac {Y(A_{(n)}\cdot B,w)}{(z-w)^{n+1}}}+:Y(A,z)Y(B,w):.}
Siccome la parte ordinata normale è regolare in {\displaystyle z} e {\displaystyle w}, questo può essere scritto più in linea con le convenzioni fisiche come
{\displaystyle Y(A,z)Y(B,w)\sim \sum _{n\geq 0}{\frac {Y(A_{(n)}\cdot B,w)}{(z-w)^{n+1}}},}
dove la relazione di equivalenza {\displaystyle \sim } denota l'equivalenza fino a termini regolari.
Riportati di seguito sono alcuni OPE che si trovano frequentemente nella teoria dei campi conforme.
| 1a distribuzione                        | 2a distribuzione                              | Relazioni di commutazione                                                        | OPE | Nome                  | Note |
| --------------------------------------- | --------------------------------------------- | -------------------------------------------------------------------------------- | --- | --------------------- | --- |
| {\displaystyle a(z)=\sum a_{m}z^{-m-1}} | {\displaystyle b(w)=\sum b_{n}z^{-n-1}}       | {\displaystyle [a_{m},b_{n}]=c_{m+n}}                                            | {\displaystyle a(z)b(w)\sim {\frac {\sum c_{n}w^{-n-1}}{z-w}}}                                                | OPE generico          | |
| {\displaystyle a(z)=\sum a_{m}z^{-m-1}} | {\displaystyle b(w)=\sum b_{n}z^{-n-1}}       | {\displaystyle [a_{m},b_{n}]=m\delta _{m+n,0}}                                   | {\displaystyle a(z)b(w)\sim {\frac {1}{(z-w)^{2}}}}                                                           | OPE del bosone libero | Invarianza sotto {\displaystyle z\leftrightarrow w} mostra la natura 'bosonica' di questo OPE. |
| {\displaystyle L(z)=\sum L_{m}z^{-m-2}} | {\displaystyle a(w)=\sum a_{n}w^{-n-\Delta }} | {\displaystyle [L_{m},a_{n}]=((\Delta -1)m-n)a_{m+n}}                            | {\displaystyle L(z)a(w)\sim {\frac {\Delta a(w)}{(z-w)^{2}}}+{\frac {\partial a(w)}{z-w}}}                    | OPE di campo primario | I campi primari sono definiti come campi a(z) che soddisfano questo OPE quando moltiplicati con il campo Virasoro. Questi sono importanti in quanto sono i campi che si trasformano "come tensori" sotto le trasformazioni delle coordinate del worldsheet nella teoria delle stringhe. |
| {\displaystyle L(z)=\sum L_{m}z^{-m-2}} | {\displaystyle L(w)=\sum L_{n}z^{-n-2}}       | {\displaystyle [L_{m},L_{n}]=(m-n)L_{m+n}+{\frac {m^{3}-m}{12}}\delta _{m+n,0}c} | {\displaystyle L(z)L(w)\sim {\frac {c/2}{(z-w)^{4}}}+{\frac {2L(w)}{(z-w)^{2}}}+{\frac {\partial L(w)}{z-w}}} | TT OPE                | In fisica, il campo di Virasoro è spesso identificato con il tensore stress-energia e chiamato T(z) anziché L(z). |

## Superalgebre di operatori di vertice
Consentendo allo spazio vettoriale sottostante di essere un superspazio (ovvero uno spazio vettoriale Z/2Z-graduato {\displaystyle V=V_{+}\oplus V_{-}}) è possibile definire una superalgebra di vertici con gli stessi dati di un'algebra di vertici, con 1 in V+ e T un operatore pari. Gli assiomi sono essenzialmente gli stessi, ma occorre incorporare segni adeguati nell'assioma di località, o in una delle formulazioni equivalenti. Cioè, se a e b sono omogenei, si confronta Y(a,z)Y(b,w) con εY(b,w)Y(a,z), dove ε è –1 se sia a che b sono dispari e 1 altrimenti. Inoltre, se c'è un elemento Virasoro ω nella parte pari di V2, e le consuete restrizioni di classificazione sono soddisfatte, allora V è chiamata superalgebra dell'operatore di vertice.
Uno degli esempi più semplici è la superalgebra di operatori di vertice generata da un singolo fermione libero ψ. Come rappresentazione di Virasoro, ha carica centrale 1/2 e si decompone come somma diretta dei moduli Ising di peso più basso 0 e 1/2. Si può anche descriverlo come una rappresentazione di spin dell'algebra di Clifford sullo spazio quadratico t1/2C[t,t−1](dt)1/2 con accoppiamento di residui. La superalgebra di operatori di vertice è olomorfa, nel senso che tutti i moduli sono somme dirette di se stesso, cioè la categoria dei moduli è equivalente alla categoria degli spazi vettoriali.{{
Il quadrato tensore del fermione libero è chiamato fermione carico libero e, per corrispondenza bosone-fermione, è isomorfo alla superalgebra di vertice del reticolo attaccata al reticolo dispari Z. Questa corrispondenza è stata utilizzata da Date–Jimbo–Kashiwara–Miwa per costruire soluzioni solitoniche alla gerarchia KP delle PDE non lineari.